# Raul Ruiz (Politiker)

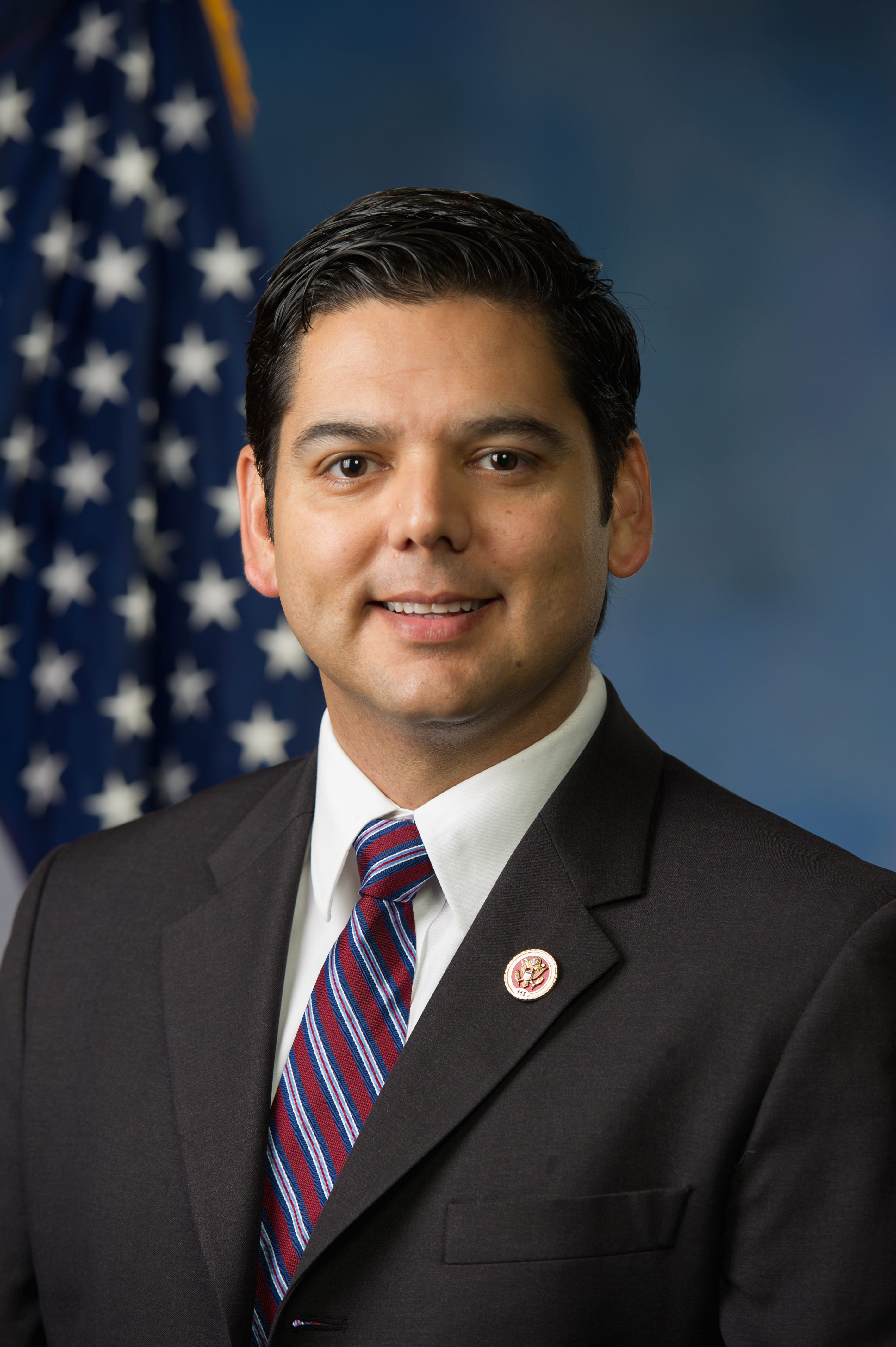
Raul Ruiz (2013)

Raul Ruiz (* 25. August 1972 in Zacatecas, Zacatecas, Mexiko) ist ein US-amerikanischer Politiker der Demokratischen Partei. Seit Januar 2013 vertritt er den 36. Distrikt des Bundesstaats Kalifornien im US-Repräsentantenhaus.

## Werdegang
Raul Ruiz wurde in Mexiko geboren und besuchte bis 1990 die Coachella Valley High School in Coachella. Im Anschluss studierte er bis 1994 an der University of California in Los Angeles und schloss dort mit einem Bachelor of Science ab. Nach einem anschließenden Medizinstudium an der Harvard University mit Abschluss als Medical Doctor (M.D.) und seiner Zulassung als Arzt begann er in diesem Beruf zu arbeiten. Dabei war er für einige Zeit in Mexiko, El Salvador und Serbien tätig. Danach war er Notarzt am Eisenhower Medical Center in Rancho Mirage in seinem heimatlichen Coachella Valley. 2007 erlangte er an der Harvard University noch einen Master of Public Health. Beim Erdbeben in Haiti 2010 leistete er humanitäre Hilfe. Dafür erhielt er von der 82. Airborne Division der United States Army den Commander’s Award for Public Service. Im Jahr 2011 wurde er stellvertretender Dekan der medizinischen Fakultät der University of California in Riverside.
Mit seiner Frau Monica hat er zwei gemeinsame Kinder.

## Politik
Politisch schloss er sich der Demokratischen Partei an. Bei den Kongresswahlen des Jahres 2012 wurde Ruiz im 36. Kongresswahlbezirk von Kalifornien in das US-Repräsentantenhaus in Washington, D.C. gewählt, wo er am 3. Januar 2013 die Nachfolge von Janice Hahn antrat, die in den 44. Distrikt wechselte. Bei der Wahl errang Ruiz 52,9 Prozent der Wählerstimmen. Seine republikanische Gegenkandidatin, die bis dahin den 45. Bezirk vertreten hatte, Mary Bono Mack kam auf 47,1 Prozent und musste damit aus dem Kongress ausscheiden. Bei den Kongresswahlen des Jahres 2014 siegte er mit 54,2 % gegen Brian Nestande von der Republikanischen Partei. Die Wahl 2016 konnte er mit 62,1 % gegen die Republikanerin Jeff Stone gewinnen. Im Jahr 2018 besiegte er Kimberlin Brown Pelzer von der Republikanischen Partei mit 59 %. 2020 gelang ihm die Wiederwahl mit 60,3 Prozent der Stimmen gegen die Vertreterin der Republikanischen Partei, Erin Cruz.
Die Primary (Vorwahl) für die Wahlen 2022 am 2. August, nunmehr für den 25. Distrikt, konnte er mit 56,4 % klar gewinnen. Er trat dadurch am 8. November 2022 gegen Brian Hawkins von der Republikanischen Partei an. Er konnte die Wahl mit 60,6 % der Stimmen klar für sich entscheiden und war dadurch auch im Repräsentantenhaus des 118. Kongresses vertreten. Die Wahl 2022 entschied er mit 56,4 % und die [[Wahlen zum Repräsentantenhaus der Vereinigten 
Staaten 2024|Wahl 2034]] mit 56,3 % für sich. Seine aktuelle, insgesamt siebte Legislaturperiode im Repräsentantenhaus des 119. Kongresses läuft noch bis zum 3. Januar 2027.
Im September 2023 brachte Ruiz mit Unterstützung der kalifornischen Senatoren Alex Padilla und Laphonza Butler ein Bundesgesetz zur Errichtung des Chuckwalla National Monument ein.

### Ausschüsse
Ruiz ist aktuell Mitglied in folgenden Ausschüssen des Repräsentantenhauses:
- Committee on Energy and Commerce
  - Environment and Climate Change
  - Health
  - Oversight and Investigations
- Committee on Veterans’ Affairs
  - Disability Assistance and Memorial Affairs